# ペーター・シュトルック

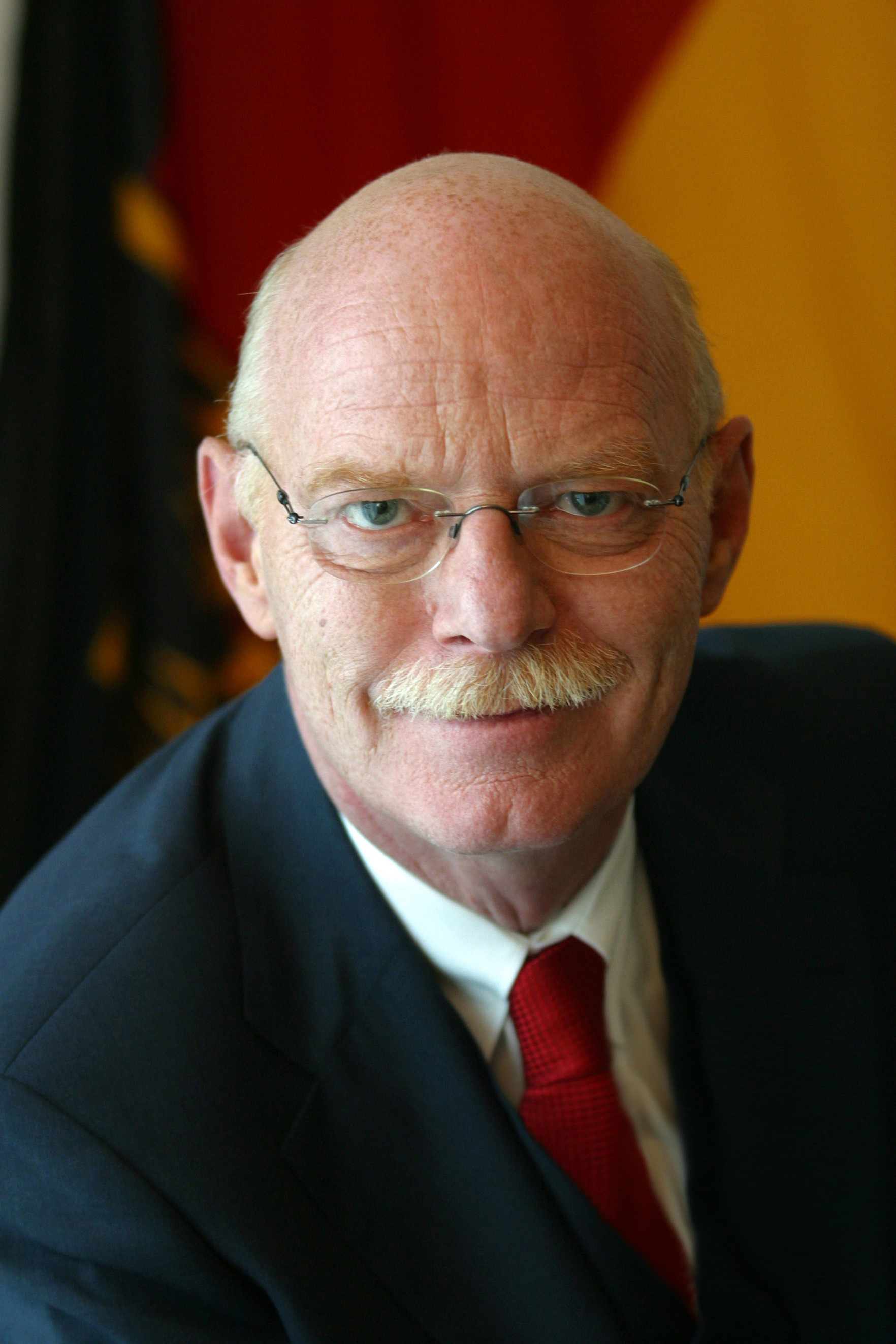
ペーター・シュトルック（2005年）

ペーター・シュトルック（Peter Struck, 1943年1月24日 ‐ 2012年12月19日）は、ドイツの政治家。所属政党はドイツ社会民主党（SPD）。2002年（平成14年）から2005年（平成17年）まで、ゲアハルト・シュレーダー内閣で国防大臣を務めた。

## 経歴
ニーダーザクセン州ゲッティンゲン生まれ。ギムナジウムを1962年に卒業後、ゲッティンゲン大学とハンブルク大学で法学を学ぶ。在学中の1964年にドイツ社会民主党（SPD）に入党。1967年に司法修習生、1971年に国家司法試験に合格。同年に青少年とアルコールについて書いた論文で法学博士号を取得。同時にハンブルク市（州）職員となる。1972年までハンブルク大学学長補佐官。1973年までハンブルク市財務局に勤務。1973年からニーダーザクセン州ユルツェン市助役。1983年、弁護士免許所得。家族は夫人と三児。
1980年、SPDからドイツ連邦議会選挙に出馬し初当選。1990年から98年まで、党の連邦議会議員団議会事務局長。1998年から2002年まで、党連邦議会院内総務。2002年、ゲアハルト・シュレーダー首相はスキャンダルの多いルドルフ・シャーピング国防大臣を更迭、後任にシュトルックを指名し、7月19日に就任した。
2003年（平成15年）5月、国防相としてドイツ連邦軍の近代化・機動化・コンパクト化を柱とする新国防政策綱領を発表。その核心は、ドイツ軍のアフガニスタン国際治安支援部隊への参加を正当化して彼がその年12月4日に発した言葉、「ドイツの平和はヒンドゥークシュでも守られる」に言い尽くされている。2004年（平成16年）7月、心臓発作で数週間職務を休止した。同年、1999年から2003年までのドイツ軍海外派遣に関するデータが抹消されてしまう。のちにこれが表面化したが、首相府はコンピュータ操作上の単純なミスと説明した。2005年（平成17年）、第74戦闘航空団の伝統的愛称「メルダース」を、その元となったドイツ空軍の英雄ヴェルナー・メルダースがゲルニカ無差別空襲を行ったコンドル軍団に志願していたことを問題視して取り消す決定をした。数人のドイツ連邦軍の将軍がこの決定に反対し、「フランクフルター・アルゲマイネ・ツァイトゥング」に意見広告を掲載した。
2005年の連邦議会選挙でシュレーダー首相が退任し、アンゲラ・メルケル内閣が成立すると、シュトルックも11月22日に離職した。退任直後からSPDの連邦議会院内総務に復帰。選挙の結果SPDはアンゲラ・メルケル政権でドイツキリスト教民主同盟（CDU）と大連立を組んだが、シュトルック院内総務はCDU及びメルケルに対する最強硬派であり、連立パートナーを批判する発言が度々メディアに取り上げられていた。2008年4月、翌2009年に行われる予定の総選挙に出馬せず、政界を引退することを表明した。
シュトルックはサッカー・ブンデスリーガの名門ボルシア・ドルトムントの経営委員を務めた。またオートバイ競技振興協会MEHRSiの顧問でもあった。
2012年（平成24年）12月19日、心臓発作のためベルリンのフンボルト大学ベルリン医学部付属病院シャリテ（Charité）で死去。69歳没。
2013年1月3日、ニーダーザクセン州ユルツェン市の聖マリエン教会で葬儀が営まれた。
聖マリエン教会はドイツ福音主義教会 に加盟しているルター派教会(ハノーファー福音ルター派教会)である。